# Eudes al II-lea de Champlitte
Eudes al II-lea de Champlitte (sau Odo) (d. mai 1204, Constantinopol) a fost primul fiu al lui Eudes I de Champlitte și nepot al contelui Hugue de Champagne, cu toate că Hugue l-a dezmoștenit pe Eudes I. Împreună cu fratele său, Guillaume de Champlitte, Eudes a fost unul dintre liderii cruciați participanți la Cruciada a patra. El a fost rănit în timpul celui de al doilea asediu cruciat al Constantinopolului din 1204 și a murit după puțină vreme. Eudes a lăsat după el o soție, Emeline de Broyes, mult mai tânără decât el, și o fiică, Oda sau Odette sau Euda, care se va căsători cu Hugue I de Gand. Soția sa, Emeline (sau Emiline) era fiica lui Hugue al III-lea de Broyes cu Elisabeta de Dreux.